# Vigna gazensis
Vigna gazensis är en ärtväxtart som beskrevs av Baker f.. Vigna gazensis ingår i släktet vignabönor, och familjen ärtväxter. Inga underarter finns listade i Catalogue of Life.